# Valea Stânei (okręg Suczawa)
Valea Stânei – wieś w Rumunii, w okręgu Suczawa, w gminie Cârlibaba. W 2011 roku liczyła 101 mieszkańców.